# Elaphoglossum filipes
Elaphoglossum filipes är en träjonväxtart som beskrevs av Eduard Rosenstock. Elaphoglossum filipes ingår i släktet Elaphoglossum och familjen Dryopteridaceae. Inga underarter finns listade.